# Megacrex inepta
Frango-d'água-da-papua ou frango-de-água-da-nova-guiné (Megacrex inepta) é uma espécie de ave da família Rallidae.
Pode ser encontrada nos seguintes países: Indonésia e Papua-Nova Guiné.
Os seus habitats naturais são: florestas subtropicais ou tropicais húmidas de baixa altitude, florestas de mangal tropicais ou subtropicais e pântanos subtropicais ou tropicais.
Está ameaçada por perda de habitat.